# Gare de Crêches-sur-Saône
La gare de Crêches-sur-Saône est une gare ferroviaire française de la ligne de Paris-Lyon à Marseille-Saint-Charles, située sur le territoire de la commune de Crêches-sur-Saône, dans le département de Saône-et-Loire, en région Bourgogne-Franche-Comté.
Elle est mise en service en 1854 par la Compagnie du chemin de fer de Paris à Lyon (PL). C'est une halte voyageurs de la Société nationale des chemins de fer français (SNCF) du réseau TER Bourgogne-Franche-Comté, desservie par des trains express régionaux.

## Situation ferroviaire
Établie à 184 mètres d'altitude, la gare de Crêches-sur-Saône est située au point kilométrique (PK) 446,835 de la ligne de Paris-Lyon à Marseille-Saint-Charles, entre les gares de Mâcon-Ville et de Pontanevaux.

## Histoire
La « station de Crêches » est mise en service le 10 juillet 1854 par la Compagnie du chemin de fer de Paris à Lyon (PL), lorsqu'elle ouvre à l'exploitation la section de Chalon (Saint-Côme) à Lyon (Vaise) de sa ligne de Paris à Lyon.

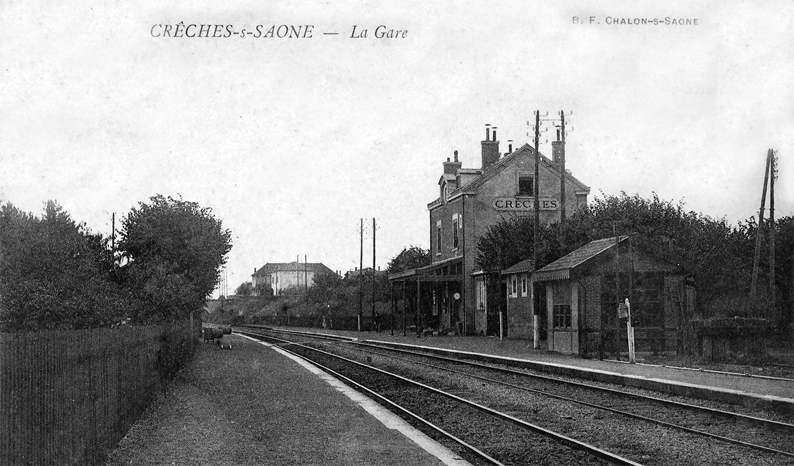
La gare vers 1900.

Comme toutes les gares intermédiaires d'origine de la ligne, elle comporte un bâtiment voyageurs dû à l'architecte de la Compagnie PL Alexis Cendrier.
En 1866, on agrandit les bâtiments de la gare
En 1895, on établit un embranchement particulier pour desservir les fours à chaux de MM. Genairon et Goyon.
En 1902, on y installe un « block enclenché ».
La « gare de Crèches » figure dans la nomenclature 1911 des gares, stations et haltes, de la Compagnie des chemins de fer de Paris à Lyon et à la Méditerranée (PLM). Elle porte le no 11 de la ligne de Paris à Marseille et à Vintimille (4e Section). C'est une gare ouverte partiellement au service Grande Vitesse (GV) et Petite Vitesse (PV).

## Service des voyageurs

### Accueil
Halte SNCF, c'est un point d'arrêt non géré (PANG) à accès libre.

### Desserte
Crêches-sur-Saône est une halte voyageurs du réseau TER Bourgogne-Franche-Comté, desservie par des trains express régionaux TER Rhône-Alpes de la relation : Mâcon - Lyon-Perrache (- Valence).

### Intermodalité
Le stationnement des véhicules est possible à proximité de l'ancien bâtiment voyageurs.